# Bulbophyllum paleiferum
Bulbophyllum paleiferum là một loài phong lan thuộc chi Bulbophyllum.